# وولمر گرین
وولمر گرین (به انگلیسی: Woolmer Green) یک روستا و محله مدنی در بریتانیا است که در Welwyn Hatfield واقع شده‌است. وولمر گرین ۶۶۱ نفر جمعیت دارد.